# Albert Gorton Greene
Albert Gorton Greene (ur. 1802, zm. 1867) – amerykański prawnik i poeta. Urodził się 10 lutego 1802 w Providence w stanie Rhode Island. Studiował na Brown University. Dyplom uzyskał w 1820. Potem aplikował u Johna Whipple’a. W 1823 otrzymał uprawnienia do wykonywania zawodu prawnika. W 1832 został urzędnikiem w radzie miejskiej Providence. W 1857 został sędzią i piastował ten urząd do śmierci. Zmarł w Cleveland 3 stycznia 1867. Jest znany przede wszystkim jako autor wiersza Old Grimes.